# 加古川市立平荘小学校
加古川市立平荘小学校（かこがわしりつ へいそうしょうがっこう）は、かつて兵庫県加古川市平荘町にあった市立小学校である。

## 沿革

### 経緯
平荘小学校は、1893年（明治26年）、平荘上荘組合立小学校として設立された。その後、1909年（明治42年）に高等科を併置し、平荘尋常高等小学校に改称した。第二次世界大戦降伏後の学制改革によって、平荘村立平荘小学校となり、1955年（昭和30年）、現行名の加古川市立平荘小学校となった。 開校以来、平荘町に住む小学生への教育を施してきたが、2024年3月、上荘小学校・両荘中学校との統合により廃校となった。

### 年表
- 1873年4月
  - 印南郡山角村、芝村、中村の3村により化成小学校（山角村）が設立
  - 印南郡一本松新村、小畑村、西山村、神木村の4村により普及小学校（小畑村）が設立
  - 印南郡上原村、陰山新村、寺谷村、中山新村により紅巌小学校（陰山新村）が設立
  - 印南郡里村、池尻村により柳翠小学校（里村）が設立
- 1875年 - 化成小学校、普及小学校、紅巌小学校、柳翠小学校、巌上小学校（薬栗村、小野村による組合立小学校）を併合し、化成小学校（神木村）が設立
- 1877年 - 平荘小学校に改称し、山角村に移転
- 1885年 - 都染村、見土呂村、井口村の組合立である髻峰小学校を分校とする
- 1887年4月 - 山角尋常小学校に改称
- 1889年4月1日 - 町村制施行により山角村・養老村・里村・池尻村・西山村・小畑村・一本松新村・神木村・上原村・中山新村・磐村が合併して平荘村が、見土呂村・白沢新村・井ノ口村・国包村・都染村・薬栗村・小野村が合併して上荘村が発足
- 1893年4月 - 平荘上荘組合立平荘尋常小学校に改称
- 1900年4月 - 第三印南高等小学校の廃校により、高等科を併置し、平荘尋常高等小学校に改称
- 1902年3月 - 平荘上荘両村組合立高等小学校設立により、高等科を廃止し、平荘尋常小学校に改称
- 1903年3月 - 印南郡上荘村との組合立を解き、平荘村立平荘尋常小学校に改称
- 1905年5月 - 実業補習学校を併設する
- 1909年
  - 3月 - 実業補習学校を廃止する
  - 4月 - 平荘上荘両村組合立高等小学校廃校により、高等科を併置し、平荘尋常高等小学校に改称
- 1941年 - 平荘村立平荘国民小学校に改称
- 1947年 - 平荘村立平荘小学校と改称
- 1955年4月 - 平荘村が加古川市に編入。これにより加古川市立平荘小学校と改称
- 1956年12月 - 給食室完成、給食開始
- 1958年7月 - 防火用水池水泳用プール完成
- 1977年3月 - 体育館竣工
- 1981年3月 -  新校舎完成（現在の西館）
- 1984年11月 - 校区同和教育協議会研究発表会
- 1990年
  - 4月 - 新校舎増改築竣工式
  - 9月 - 運動場整備完了
- 1993年11月 - 創立100周年記念式典実施
- 1994年11月 - 市指定体育科研究発表会
- 2006年11月 - 道徳教育研究発表会
- 2012年11月 - 東・北播磨　国語科研究発表大会
- 2013年11月 - 創立120周年記念式典実施
- 2024年
  - 3月31日 - 加古川市立上荘小学校・加古川市立両荘中学校との統合により廃校
  - 4月1日 - 加古川市立義務教育学校両荘みらい学園開校

## 教育目標
自ら学び続ける心豊かな平荘っ子の育成

## 学校行事
| - 4月 入学式 始業式 - 5月 運動会 - 6月 トライやるウィーク | - 7月 終業式 - 8月 - 9月 始業式 自然学校 | - 10月 修学旅行 - 11月 連合音楽会 - 12月 終業式 | - 1月 始業式 - 2月 - 3月 卒業式 修了式 |

## 通学区域
平荘町池尻・一本松・磐・上原・神木・小畑・里・新中山・中山・西山・山角・養老

## 進学先中学校
全域が加古川市立両荘中学校の校区である。

## 義務教育学校への移行
両荘地区は加古川市内でも特に児童生徒数の減少が著しく、子どもたちのより良い教育環境の確保のため、平成29年度より様々な協議が重ねられた。その結果、令和2年7月に、平荘小学校及び上荘小学校を統合して現在の両荘中学校の敷地に、増改築により施設一体型小中一貫校を整備する方針を決定した。この一貫校の形態については、市内初の義務教育学校「両荘みらい学園」とすることが決まり、令和6年度に開校した。

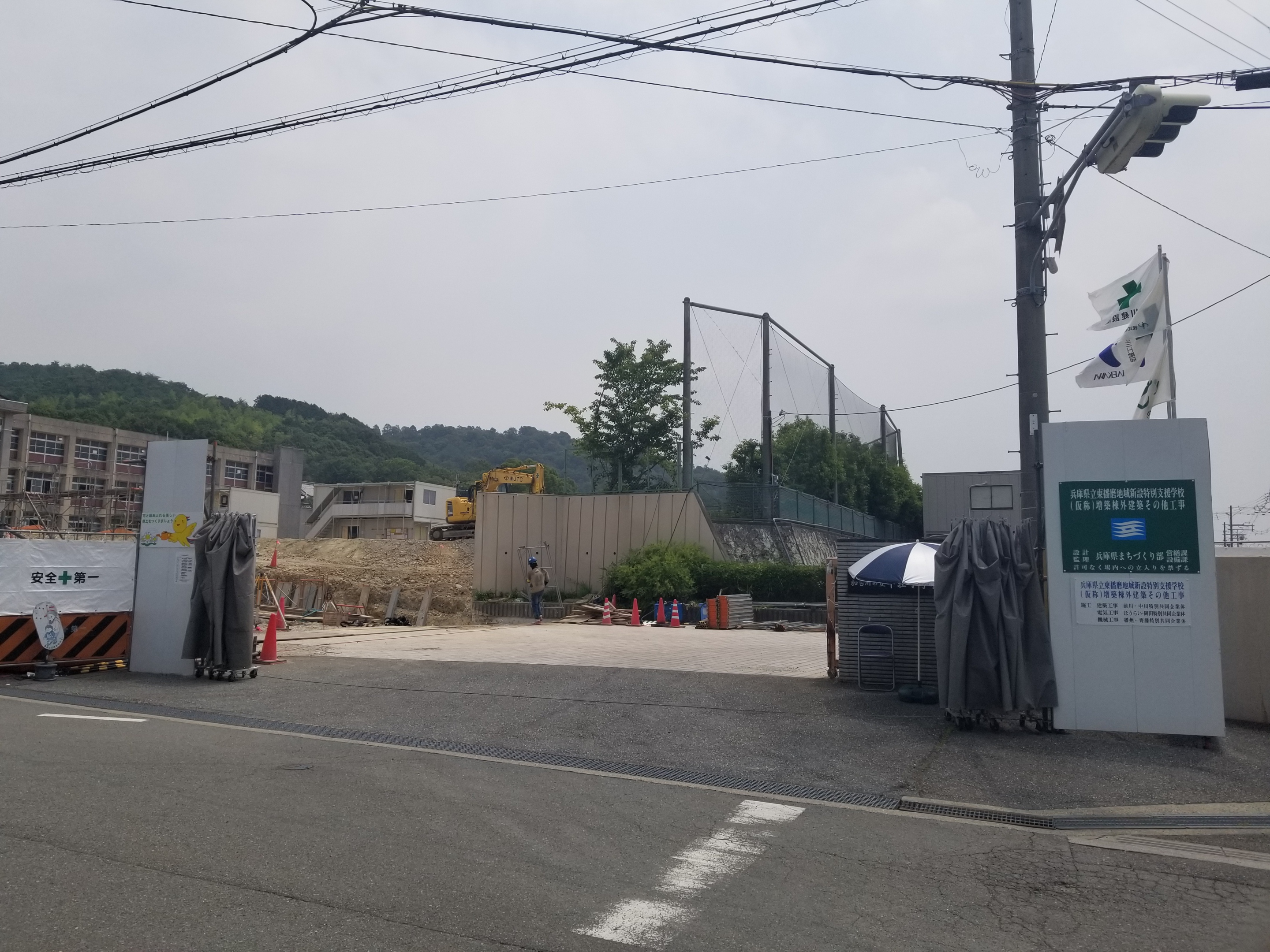
加古川市立平荘小学校跡地。特別支援学校開校に向けて工事中（2025年7月）

閉校となる当校の敷地には、2025~27年度中の利用開始を目指して特別支援学校を新設する方針であることを兵庫県が発表した。背景には東播磨地域の特別支援学校2校の定員が2022年度は約30%超過していて、5年後の推計値では60%を超える見通しで、こうした状況を改善する対策を講じることとされたことによる。

## 校区内の主な施設
- 権現ダム
- 平荘湖

## 交通
- 加古川駅より神姫バスで「都台」方面のバスに乗車、「山角」バス停留所すぐ

## 通学区域が隣接している学校
- 加古川市立上荘小学校
- 加古川市立陵北小学校
- 加古川市立神野小学校
- 加古川市立氷丘小学校
- 加古川市立東神吉小学校
- 加古川市立志方小学校
- 加古川市立志方東小学校
- 加西市立九会小学校
- 小野市立来住小学校